# Iberochondrostoma lemmingii
La pardilla o boga de boca arqueada (Iberochondrostoma lemmingii) es una especie de pez teleósteo de la familia de los ciprínidos endémica de la península ibérica.

## Descripción
Se trata de una especie de talla media que no suele sobrepasar los 15 cm de longitud total. Posee escamas más pequeñas que la bermejuela (Achondrostoma arcasii). La apertura bucal es subterminal. Las aletas dorsal y anal presentan 7 radios ramificados. Tiene entre 52 y 66 escamas en la línea lateral. . La coloración es oscura y en ocasiones presentan pequeñas machas negras repartidas por todo el cuerpo.

## Biología y Ecología
Es una especie habitual de tramos medios y bajos de los ríos donde la corriente no es muy intensa y existe abundante vegetación acuática. Es una especie que se alimenta principalmente de algas y zooplancton. En las poblaciones del Duero, la reproducción tiene lugar entre los meses de abril y mayo.

## Distribución
Es un endemismo de la península ibérica, presente en España y Portugal. Es endémica de las cuencas de los ríos Guadiana, Tajo, Duero, Guadalquivir y Odiel.

## Conservación
Esta especie se encuentra categorizada a nivel mundial por la UICN como VU A2ace+3ce.